# میرزا حسن‌خان کورس
میرزاحسن خان کورس از سیاستمداران ایرانی بود، که در دوره‌های  نهم  و دهم بعنوان نماینده قزوین در مجلس شورای ملی حضور داشت.